# アサカ (ウズベキスタン)
アサカ（ウズベク語: Asaka, Асака、ロシア語: Асака）はウズベキスタン・アンディジャン州の都市である。州都アンディジャンより22km南西にある。推定人口6万人。

## 概要
ソビエト連邦統治下の1920年にボリシェヴィキ党党首のイサーク・ゼレンスキーの名前をとってゼレンスク (Зеленск) と名付けられる。市としては、1938年にゼレンスキー失脚後ソビエト連邦で実権を握ったウラジーミル・レーニンの名前をとり、レーニンスク (Ленинск) として設立された。ソビエト連邦崩壊後現在の名前に改名された。
主な産業は自動車組立と紡績業である。自動車組立では、韓国の大宇自動車との合弁会社ウズデウオートが中央アジア初の自動車会社として1996年に設立され、2010年に16万台の自動車製造を行なっている。現在は大宇自動車のGM韓国への改名に伴い、GMウズベキスタンという名前に変更されている。紡績業では、アサカ紡績 (Asaka Textile) が操業を行なっている。また、付近の街でとれる天然ガスや石油の採掘事業も盛んである。

## 教育機関
- アサカ市第1学校[11]
- アサカ市第7学校[12]

## 交通
ウズベキスタン鉄道のアサカ駅が開通している。

## 出身人物
- ヴァギズ・ガリウリン (1987- ) - ウズベキスタン代表サッカー選手